# 499 (tal)
499 är det naturliga talet som följer 498 och som följs av 500.

## Inom vetenskapen
- 499 Venusia, en asteroid.

## Inom matematiken
- 499 är ett udda tal.
- 499 är ett primtal.[1]